# آرسن توروسیان
آرسن توروسیان (Արսեն Թորոսյան؛ زادهٔ ۲۱ ژوئن ۱۹۸۲) یک سیاست‌مدار و پزشک اهل ارمنستان که از ۱۸ ژانویه ۲۰۲۱ به عنوان رئیس دفتر نخست‌وزیر ارمنستان در کابینه نیکول پاشینیان خدمت می‌کند. وی پیشتر از ماه مه ۲۰۱۸ تا ۱۸ ژانویه ۲۰۲۱ به عنوان وزیر بهداشت ارمنستان خدمت می‌کرد.

## زندگی‌نامه
وی متأهل و صاحب دو فرزند می‌باشد.